# 高崎寛之
高崎 寛之（たかさき ひろゆき、1986年3月17日 - ）は、茨城県結城郡八千代町出身の元サッカー選手、サッカー解説者、ポジションはフォワード。実業家（農家）、信州Farm Land代表。2018年より茨城県八千代町観光大使。妻はモデルの辻彩加。

## 来歴

### 学生時代
7歳上の兄の影響を受け小学2年生でサッカーを始める。高校時代は全国大会への出場はなく、駒澤大学に進学。巻佑樹と2トップを組んだ。3年次の2007年に関東大学サッカー連盟の関東選抜Aチームに選ばれ、デンソーカップチャレンジでは最優秀選手となった。
2007年夏季ユニバーシアードに日本代表として参加。
駒澤大学の同期からは菊地光将（大宮アルディージャ）、塚本泰史（大宮アルディージャ）、八角剛史（ギラヴァンツ北九州）、小林竜樹（ザスパ草津）がJリーグに進んだ。

### プロサッカー選手時代
2008年、浦和レッドダイヤモンズと契約。リーグ2試合に出場した。
2009年、水戸ホーリーホックにレンタル移籍。当初は荒田智之、荒田の負傷離脱後は吉原宏太との2トップでJ2で5位の19得点をあげた。そして12月25日、2010年より浦和レッドダイヤモンズに復帰することが発表された。
2010年、リーグ戦では開幕からベンチにも入れない状態が続いていたが、3月31日に行われたナビスコ杯予選リーグBグループ第1節、対磐田戦で浦和復帰後初となる公式戦先発出場を果たした。それ以降も基本的にFWがエジミウソンの1TOPで固定されていた為、中々出番に恵まれていない状況が続いていたが、9月5日に行われた天皇杯2回戦、対東京国際大学戦で浦和では初となる公式戦ゴールを記録。その後、9月12日に行われたJリーグ第22節、対FC東京戦で今シーズンリーグ戦初出場。10月2日の第25節、対大宮戦では今季リーグ戦初先発出場・J1初ゴールを記録した。
2012年から、ヴァンフォーレ甲府へ完全移籍。ハーフナー・マイクの穴を埋める役割として期待され開幕スタメン出場。
2013年、徳島ヴォルティスへ完全移籍。シーズン前半はスタメン出場もあったが、シーズン後半は主に試合終盤の途中出場が多く、2ゴールに終わる。同年2月4日、モデルの辻彩加と入籍。
2014年、J1において自身通年最多かつチーム最多の7得点を挙げ、J1初挑戦で低迷するチームにおいて孤軍奮闘した。その後12月18日、鹿島アントラーズへ完全移籍することが発表された。
2015年3月18日のAFCチャンピオンズリーグ・アウェイでの広州恒大戦では移籍後公式戦初得点を決め、4月7日のホームでの同戦では、試合終了間際に決勝ゴールを決めた。しかし、リーグ戦では結果を残せず、8月4日、鹿島戦での出場はしないことを条件にモンテディオ山形へ期限付き移籍が発表された。
2016年1月8日、山形からの期限付き移籍期間が満了し、再び鹿島に復帰することが発表された が、3月30日に松本山雅FCへの期限付き移籍が発表された。松本では加入直後からレギュラーに定着し、リーグ戦においてチーム最多となる16得点を挙げた。
同年12月7日、右足関節インピンジメント症候群と診断され、6日に手術を受け、全治2ヵ月であることが発表された。
同年12月30日、松本への完全移籍が発表された。
2017年にはリーグ戦で自己最多タイとなる19得点を挙げた。
2018年12月11日、第1子（長男）の誕生をチームを通じて報告。
2020年1月17日にFC岐阜への完全移籍が発表された。同年12月23日、Vリーグ1・サイゴンFCへの完全移籍が発表された。
2021年1月、第2子（長女）の誕生を報告。同8月24日、2021年シーズンのVリーグがCOVID-19パンデミックのために中止になったことを受けてサイゴンFCとの契約を解除し、日本に帰国したことをTwitterで報告した。9月3日、練習生として古巣のヴァンフォーレ甲府のトレーニングに参加していることが山梨日日新聞によって報じられた。
同年10月1日、ヴァンフォーレ甲府加入が正式に発表された。9年ぶりの復帰となる。シーズン終了後、契約満了により退団。12月9日には、フクダ電子アリーナで行われたJリーグ合同トライアウトに出場 したものの移籍チームは決まらなかった。

### 実業家（農家）に転身
2022年3月2日、現役引退することが発表された。これはあくまでプロ選手としての引退であり、アマチュア選手として北信越フットボールリーグ・FCアンテロープ塩尻に所属している。ほか長野県内などのサッカー中継にて、不定期にサッカー解説者としても携わっている。
また、引退前から経営しているカフェ（2023年5月閉店）や、長野県内でキノコ（白ヒラタケ）栽培や農産物生産を営む「信州Farm Land」を引退後に設立し、実業家（農家）としても兼業している。

## 所属クラブ
- 八千代町立中結城小学校・サッカースポーツ少年団
- 八千代町立八千代第一中学校
- 茨城県立古河第三高等学校
- 駒澤大学体育会サッカー部
- 2008年 - 2011年  浦和レッドダイヤモンズ
  - 2009年  水戸ホーリーホック（期限付き移籍）
- 2012年  ヴァンフォーレ甲府
- 2013年 - 2014年  徳島ヴォルティス
- 2015年 - 2016年  鹿島アントラーズ
  - 2015年8月 - 同年12月  モンテディオ山形（期限付き移籍）
  - 2016年4月 - 同年12月 松本山雅FC (期限付き移籍)
- 2017年 - 2019年 松本山雅FC
- 2020年  FC岐阜
- 2021年1月 - 同年8月  サイゴンFC
- 2021年10月- 同年12月  ヴァンフォーレ甲府
- 2022年 - FCアンテロープ塩尻

## 個人成績
| 国内大会個人成績 | 国内大会個人成績 | 国内大会個人成績 | 国内大会個人成績 | 国内大会個人成績 | 国内大会個人成績 | 国内大会個人成績 | 国内大会個人成績 | 国内大会個人成績 | 国内大会個人成績 | 国内大会個人成績 | 国内大会個人成績 |
| 年度             | クラブ           | 背番号           | リーグ           | リーグ戦         | リーグ戦         | リーグ杯         | リーグ杯         | オープン杯       | オープン杯       | 期間通算         | 期間通算         |
| 年度             | クラブ           | 背番号           | リーグ           | 出場             | 得点             | 出場             | 得点             | 出場             | 得点             | 出場             | 得点             |
| 日本             | 日本             | 日本             | 日本             | リーグ戦         | リーグ戦         | リーグ杯         | リーグ杯         | 天皇杯           | 天皇杯           | 期間通算         | 期間通算         |
| ---------------- | ---------------- | ---------------- | ---------------- | ---------------- | ---------------- | ---------------- | ---------------- | ---------------- | ---------------- | ---------------- | ---------------- |
| 2008             | 浦和             | 26               | J1               | 2                | 0                | 3                | 0                | 0                | 0                | 5                | 0                |
| 2009             | 水戸             | 11               | J2               | 46               | 19               | -                | -                | 0                | 0                | 46               | 19               |
| 2010             | 浦和             | 16               | J1               | 5                | 1                | 3                | 0                | 2                | 1                | 10               | 2                |
| 2011             | 浦和             | 16               | J1               | 15               | 2                | 3                | 0                | 3                | 1                | 21               | 3                |
| 2012             | 甲府             | 9                | J2               | 27               | 5                | -                | -                | 1                | 0                | 28               | 5                |
| 2013             | 徳島             | 13               | J2               | 25               | 2                | -                | -                | 1                | 0                | 26               | 2                |
| 2014             | 徳島             | 13               | J1               | 30               | 7                | 3                | 0                | 0                | 0                | 33               | 7                |
| 2015             | 鹿島             | 15               | J1               | 13               | 0                | -                | -                | -                | -                | 13               | 0                |
| 2015             | 山形             | 34               | J1               | 9                | 0                | -                | -                | 2                | 2                | 11               | 2                |
| 2016             | 鹿島             | 15               | J1               | 0                | 0                | 0                | 0                | -                | -                | 0                | 0                |
| 2016             | 松本             | 29               | J2               | 37               | 16               | -                | -                | 1                | 1                | 38               | 17               |
| 2017             | 松本             | 9                | J2               | 41               | 19               | -                | -                | 1                | 0                | 42               | 19               |
| 2018             | 松本             | 9                | J2               | 41               | 7                | -                | -                | 1                | 0                | 42               | 7                |
| 2019             | 松本             | 9                | J1               | 18               | 0                | 5                | 1                | 1                | 0                | 24               | 1                |
| 2020             | 岐阜             | 9                | J3               | 32               | 8                | -                | -                | -                | -                | 32               | 8                |
| 2021             | 甲府             | 29               | J2               | 3                | 0                | -                | -                | -                | -                | 3                | 0                |
| 通算             | 日本             | 日本             | J1               | 92               | 10               | 17               | 1                | 8                | 4                | 117              | 15               |
| 通算             | 日本             | 日本             | J2               | 220              | 68               | -                | -                | 5                | 1                | 225              | 69               |
| 通算             | 日本             | 日本             | J3               | 32               | 8                | -                | -                | -                | -                | 32               | 8                |
| 総通算           | 総通算           | 総通算           | 総通算           | 344              | 86               | 17               | 1                | 13               | 5                | 374              | 92               |

その他公式戦
- 2013年
  - J1昇格プレーオフ 2試合0得点
- 2016年
  - J1昇格プレーオフ 1試合0得点

| 国際大会個人成績 | 国際大会個人成績 | 国際大会個人成績 | 国際大会個人成績 | 国際大会個人成績 |
| 年度             | クラブ           | 背番号           | 出場             | 得点             |
| AFC              | AFC              | AFC              | ACL              | ACL              |
| ---------------- | ---------------- | ---------------- | ---------------- | ---------------- |
| 2008             | 浦和             | 26               | 0                | 0                |
| 2015             | 鹿島             | 15               | 6                | 2                |
| 通算             | AFC              | AFC              | 6                | 2                |

出場歴
- Jリーグ初出場 - 2008年4月29日 J1第9節 対コンサドーレ札幌戦（埼玉スタジアム2002）
- Jリーグ初得点 - 2009年4月4日 J2第6節 対ザスパ草津戦（正田醤油スタジアム）
- Jリーグ初ハットトリック - 2009年8月30日 J2第30節 対ファジアーノ岡山戦（笠松運動公園）

## 代表歴
- 2007年 ユニバーシアード日本代表（全日本大学選抜）
  - ユニバーシアード・バンコク大会

## タイトル

### クラブ
ヴァンフォーレ甲府
- J2リーグ：1回（2012年）

松本山雅FC
- J2リーグ：1回（2018年）

### 個人
- デンソーカップ・最優秀選手（2007年）

## 出演

### バラエティ
- ロンブー淳のド田舎ハッピープラン（2023年2月26日、SBC信越放送）
- どどどど!信州イチオシ（2023年4月15日、NHK長野）
- 満天☆青空レストラン（2023年4月22日、日本テレビ系）